# Berlin-Marathon 1975
| 2. Berlin-Marathon     | 2. Berlin-Marathon            |
| ---------------------- | ----------------------------- |
| Stadt                  | Berlin, Deutschland           |
| Datum                  | 28. September 1975            |
| Distanz                | 42,195 Kilometer              |
| Sieger                 |                               |
| Männer                 | Ralf Bochröder (2:47:08 h)    |
| Frauen                 | Kristin Bochröder (3:59:15 h) |
| ← Berlin-Marathon 1974 | Berlin-Marathon 1976 →        |
| Website                | Offizielle Website            |

Der Berlin-Marathon 1975 war die 2. Ausgabe der jährlich stattfindenden Laufveranstaltung in West-Berlin, Bundesrepublik Deutschland. Der Marathon fand am 28. September 1975 statt.
Bei den Männern gewann Ralf Bochröder in 2:47:08 h, bei den Frauen Kristin Bochröder in 3:59:15 h. 

## Ergebnisse

### Männer
| Platz | Athlet         | Land           | Zeit (h) |
| ----- | -------------- | -------------- | -------- |
| 01    | Ralf Bochröder | BR Deutschland | 2:47:08  |
| 02    | Dieter Weiß    | BR Deutschland | 2:48:26  |
| 03    | Hermann Brecht | BR Deutschland | 2:50:02  |

### Frauen
| Platz | Athletin          | Land           | Zeit (h) |
| ----- | ----------------- | -------------- | -------- |
| 01    | Kristin Bochröder | BR Deutschland | 3:59:15  |
| 02    | Elfriede Kayser   | BR Deutschland | 4:26:05  |
| 03    | Astrid Ziezold    | BR Deutschland | 4:39:24  |